# Vladimir Goesev (wielrenner)
Vladimir Nikolajevitsj Goesev (Russisch: Владимир Николаевич Гусев) (Nizjni Novgorod, 4 juli 1982) is een voormalig Russisch wielrenner die aan het einde van zijn carrière bij Skydive Dubai Pro Cycling Team reed.
Goesev is zowel goed op kasseien als in tijdritten, en dan vooral kortere tijdritten en prologen. Ook in kleine rondes maakt hij soms een kans, zeker als zo'n ronde een tijdrit bevat.

## Carrière

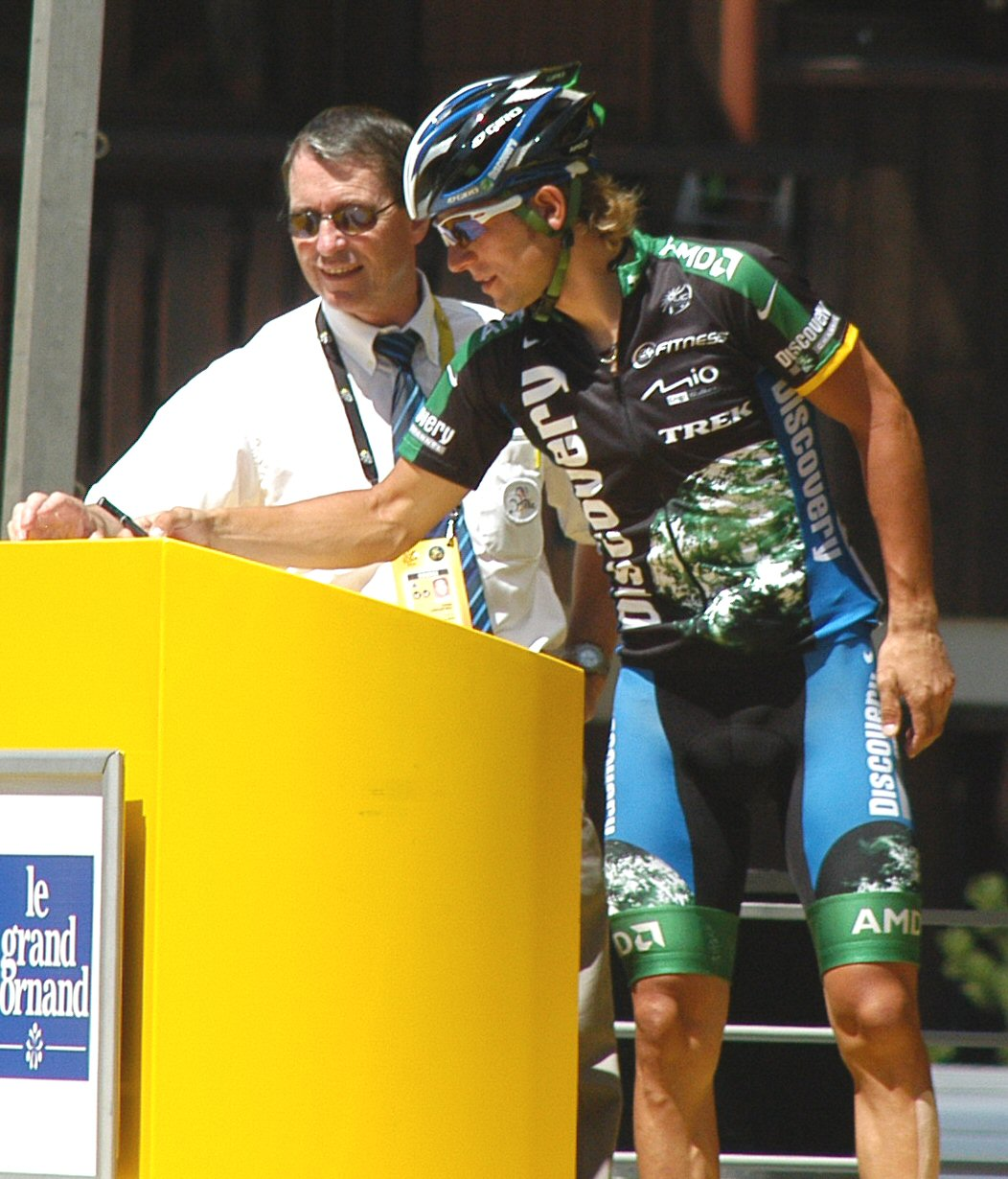
Goesev tijdens de Ronde van Frankrijk 2007

Goesev begon op 21-jarige leeftijd in 2004 bij Team CSC. In zijn debuutjaar won hij onder andere de GP Wilhelm Tell en behaalde hij de Russische tijdrittitel. Het jaar erop prolongeerde hij die titel en won hij ook een etappe in de Ronde van de Middellandse Zee. Hij werd in dat jaar 12e in Parijs-Roubaix, 8 posities beter dan het jaar daarvoor.
Ook Discovery Channel had Goesev inmiddels ontdekt en nam in 2006 de Rus over van CSC. Hij won de proloog van de Ronde van Duitsland en het eindklassement in de Ronde van Saksen. In Parijs-Roubaix werd hij samen met Peter Van Petegem en Leif Hoste gediskwalificeerd, omdat het trio overstak bij een spoorovergang, terwijl deze gesloten was. Ook reed hij dat jaar zijn eerste grote ronde, de Ronde van Spanje.
In 2007 won Goesev een etappe en het eindklassement in de Ronde van België en hij behaalde een etappezege in de Ronde van Zwitserland in een lastige bergrit. Ook werd hij voor de derde keer Russisch kampioen tijdrijden.
In juli 2008 werd Goesev aan de deur gezet door zijn ploeg, Astana. Volgens een interne dopingcontrole buiten competitie zou hij afwijkende waarden hebben laten optekenen. Dit betekende niet dat hij verboden middelen had genomen, maar aangezien Astana voor een zuivere sport wil gaan en dus een nultolerantie toepast, was Goesev niet meer welkom in het team.
Op 5 mei 2010 keert hij dan toch terug in het profpeloton bij Team Katusha.

## Belangrijkste overwinningen
2000
- Wereldkampioenschap tijdrijden, Junioren

2003
- 1e etappe Giro delle Regione, Beloften
- Russisch kampioen tijdrijden, Elite
- 3e etappe GP Wilhelm Tell
- 4e etappe deel B GP Wilhelm Tell
- Eindklassement GP Wilhelm Tell

2005
- 4e etappe Ronde van de Middellandse Zee (ploegentijdrit)

2006
- Eindklassement Ronde van Saksen
- Proloog Ronde van Duitsland

2007
- 3e etappe Ronde van België
- Eindklassement Ronde van België
- 6e etappe Ronde van Zwitserland
- Bergklassement Ronde van Zwitserland
- Russisch kampioen tijdrijden, Elite

2008
- Russisch kampioen tijdrijden, Elite
- 5e etappe Ronde van Sotsji (individuele tijdrit)
- Eindklassement Ronde van Sotsji

2010
- Russisch kampioen tijdrijden, Elite

2015
- 8e etappe Ronde van Marokko

## Resultaten in voornaamste wedstrijden
| Jaar | Ronde van Italië | Ronde van Frankrijk | Ronde van Spanje |
| ---- | ---------------- | ------------------- | ---------------- |
| 2004 |                  |                     | 93e              |
| 2005 |                  |                     |                  |
| 2006 |                  |                     | 23e              |
| 2007 |                  | 38e                 |                  |
| 2008 | 45e              |                     |                  |
| 2010 |                  |                     | 15e              |
| 2011 |                  | 23e                 |                  |
| 2012 |                  | opgave              |                  |
| 2013 | 65e              |                     |                  |
| 2014 | 60e              |                     |                  |

| Jaar | Milaan-San Remo | Gent-Wevelgem | Ronde van Vlaanderen | Parijs-Roubaix | Amstel Gold Race | Luik-Bast.‑Luik | Ronde van Lombardije | Parijs-Tours | Cyclassics Hamburg | E3 Harelbeke |  | WK op de weg |  | Wereldranglijsten |
| ---- | --------------- | ------------- | -------------------- | -------------- | ---------------- | --------------- | -------------------- | ------------ | ------------------ | ------------ |  | ------------ |  | ----------------- |
| 2004 |                 | 8e            |                      | 20e            |                  |                 | 19e                  | 79e          | 19e                |              |  | 70e          |  |                   |
| 2005 | 26e             | 19e           | 10e                  | 12e            | 34e              | 66e             | 16e                  | 12e          | 8e                 |              |  | 46e          |  | 132e (UPT)        |
| 2006 | 31e             | 55e           | 24e                  |                | 51e              | 37e             | 15e                  | 11e          | 22e                |              |  | 10e          |  | 66e (UPT)         |
| 2007 | 23e             | 32e           | 5e                   | 17e            | 81e              | 59e             | 28e                  | 50e          | 54e                |              |  |              |  | 46e (UPT)         |
| 2008 |                 |               |                      |                | 91e              |                 |                      |              |                    |              |  | 56e          |  |                   |
| 2010 |                 |               |                      |                |                  |                 | 11e                  | 36e          |                    |              |  | 21e          |  | 172e (UWK)        |
| 2011 | 27e             |               | 43e                  |                |                  |                 |                      |              | 25e                | ↑            |  |              |  |                   |
| 2012 |                 |               |                      |                |                  |                 |                      |              |                    |              |  | 65e          |  |                   |
| 2013 |                 |               | 67e                  | 49e            |                  |                 |                      |              |                    | 53e          |  |              |  |                   |
| 2014 |                 | 42e           | 77e                  | 92e            |                  |                 |                      |              | 59e                | 100e         |  |              |  |                   |

Wielerploegen van Vladimir Goesev
Arvesen ·
Bartoli ·
Basso ·
Blaudzun · 
Bruun Eriksen ·
Calvente ·
Christensen ·
Guidi ·
Goesev ·
Hoffman ·
Høj ·
Jaksche ·
Julich ·
Luttenberger ·
Madsen ·
Michaelsen · 
Peron ·
Piil ·
Sandstød ·
Sastre ·
F. Schleck ·
Sciandri (tot 20/05) ·
Sørensen · 
Vandborg ·
Voigt ·
A. Schleck (stagiair) 
Arvesen ·
Bak ·
Basso ·
Blaudzun · 
Breschel ·
Bruun Eriksen ·
Calvente ·
Gerdemann ·
Guidi (tot 15/02) ·
Goesev ·
Hoffman (tot 15/07) ·
Johansen ·
Julich ·
Lombardi ·
Luttenberger ·
Michaelsen · 
Müller ·
Peron ·
Piil ·
Roberts ·
Sastre ·
A. Schleck ·
F. Schleck ·
N. Sørensen · 
Vandborg ·
Vande Velde ·
Voigt ·
Zabriskie ·
Klostergaard (stagiair) ·
C. A. Sørensen (stagiair) 
Azevedo ·
Barry ·
Beltrán · 
Beppu ·
Bileka · 
Brajkovič ·
Danielson ·
Devolder ·
Goesev ·
Hammond ·
Hincapie ·
Hoste · 
Jekimov   ·
Joachim ·
Lowe · 
Martínez ·
McCartney ·
Michajlov · 
Noval ·
Padrnos ·
Popovytsj · 
Rubiera ·
Savoldelli ·
Smith ·
Van den Broeck ·
Van Goolen ·
van Heeswijk ·
White
Basso (tot 30/04) · 
Beppu ·
Bileka · 
Brajkovič ·
Contador ·
Cruz ·
Cummings ·
Danielson ·
Davis ·
Devine ·
Devolder ·
Fuyu ·
Goesev ·
Hincapie · 
Leipheimer ·
Lowe · 
Martínez ·
McCartney ·
Meersman ·
Murn · 
Noval ·
Padrnos ·
Paulinho ·
Popovytsj · 
Rubiera ·
Vaitkus ·
Vandborg ·
Van Goolen ·
White (tot 15/08)
Bazajev ·
Brajkovič ·
Colom ·
Contador ·
de Kort ·
Frei ·
Goesev (tot 31/07) ·
Haselbacher ·
Horner ·
Iglinski ·
Ivanov ·
Jakovlev ·
Joachim · 
Kemps · 
Kirejev ·
Klöden ·  
Köpeşov ·
Leipheimer ·
Mazet · 
Mizoerov ·  
Morabito ·
Moeravjov · 
Navarro ·
Noval ·
Paulinho ·
Rast ·
Rubiera ·  
Schär · 
Vaitkus ·
Zejts
2009: Geen ploeg
Bandiera · 
Bodrogi · 
Botsjarov ·
Broett · 
Caruso ·
Chalilov ·
Galimzjanov ·
Goesev ·
Horrach · 
Ignatjev · 
Ivanov ·
Jeskov ·
Karpets ·
Kirchen (tot 31/07) · 
Klimov · 
Kolobnev ·
Kritski ·
Mazzanti · 
McEwen ·   
Napolitano ·
Ovetsjkin · 
Petrov · 
Pliușchin · 
Pozzato · 
Rodríguez · 
Silin · 
Troesov · 
Vandenbergh · 
Vantomme ·
Vorganov ·
Antonov (stagiair) ·
Mironov (stagiair) ·
Porsev (stagiair)
Arguelyes · 
Broett · 
Caruso ·
Di Luca ·
Galimzjanov ·
Goesev ·
Horrach · 
Hoste · 
Ignatenko · 
Ignatjev · 
Isajtsjev ·
Ivanov ·
Karpets ·
Koetsjynski ·
Kolobnev ·
Kritski ·
Losada · 
Mironov ·
Moreno ·   
Ovetsjkin · 
Paolini ·
Pliușchin · 
Porsev · 
Pozzato · 
Rodríguez · 
Silin · 
Troesov · 
Trofimov ·
Vandenbergh · 
Vantomme ·
Vorganov
Belkov · 
Broett · 
Caruso ·
Florencio ·
Freire ·
Galimzjanov (tot 15/04) ·
Goesev ·
Haller ·
Horrach · 
Ignatenko · 
Ignatjev · 
Isajtsjev ·
Koetsjynski ·
Kolobnev ·
Kristoff ·
Kritski ·
Losada · 
Mensjov ·
Moreno ·   
Paolini · 
Porsev ·  
Rodríguez · 
Selig ·
Smukulis · 
Špilak · 
Tsatevitsj · 
Trofimov ·
Vantomme ·
Vicioso · 
Vorganov ·
Koeznetsov (stagiair) ·
Vorobjov (stagiair) ·
Zakarin (stagiair)
Belkov · 
Broett · 
Caruso ·
Florencio ·
Goesev ·
Haller · 
Ignatenko · 
Ignatjev · 
Isajtsjev ·
Koetsjynski ·
Koeznetsov ·
Kolobnev ·
Kozontsjoek ·
Kristoff ·
Kritski ·
Losada · 
Mensjov (tot 19/05) ·
Moreno ·   
Paolini · 
Porsev ·  
Rodríguez · 
Selig ·
Smukulis · 
Špilak · 
Tsatevitsj · 
Tsjernetski ·
Trofimov ·
Vicioso · 
Vorganov ·
Vorobjov ·
Antonov (stagiair) ·
Razoemov (stagiair) ·
Nikolajev (stagiair) 
Belkov · Broett · Caruso · Goesev · Haller · Ignatenko · Ignatjev · Isajtsjev · Koetsjynski · Koeznetsov · Kolobnev · Kotsjetkov · Kozontsjoek · Kristoff · Losada · Moreno · Paolini · Porsev · Rodríguez · Rybakov · Selig · Silin · Smukulis ·  Špilak · Trofimov · Tsatevitsj · Tsjernetski · Vicioso · Vorganov · Vorobjov · Bystrøm (stagiair)